# Макаров, Сергей Анатольевич
Серге́й Анато́льевич Мака́ров (род. 14 февраля 1984 года, Луховицы, Московская область, СССР) — российский гонщик, выступающий в мотогонках на льду.  Чемпион мира в составе сборной России, призёр чемпионата Европы, личного и командного чемпионатов России.

## Биография
Занимается мотогонками на льду с 14 лет при секции Луховицкой автошколы, в 2000 г. дебютировал в юниорских соревнованиях, а в 2001 – в командном чемпионате России в составе «Спартака» (позже «Подмосковье», Луховицы), в составе этого клуба выступал по сезон 2014/15. В 2004 году выиграл юниорский чемпионат России, стал бронзовым призёром чемпионата Европы и КЧР.
В 2009 году снова стал призёром КЧР в составе «Луховиц». В 2012 году клуб опустился в Высшую лигу, однако гонщик остался в команде.
В 2014 году выступал только в личных соревнованиях, но в этом же году добился наибольшего успеха в карьере – стал бронзовым призёром личного чемпионата России и завоевал право участвовать в составе сборной России на командном чемпионате мира. В составе сборной стал чемпионом мира-2014. В том же году принял участие в серии Гран-При (личный чемпионат мира), заняв 5 место.
Перед сезоном 2016 года подписал контракт с новосозданной командой ЦСКА (Москва), однако так и не провел в её составе ни одного заезда в КЧР. В следующем сезоне вернулся в "Подмосковье".

### Мировая серия Гран-При
| Сезон | 1              | 2              | 3               | 4               | 5        | 6        | 7          | 8         | 9         | 10        | Место | Очки |
| ----- | -------------- | -------------- | --------------- | --------------- | -------- | -------- | ---------- | --------- | --------- | --------- | ----- | ---- |
| 2013  | Красногорск 8  | Красногорск 9  | Тольятти -      | Тольятти -      | Ассен -  | Ассен -  | Инцелль -  | Инцель -  | Уппсала - | Уппсала - | 16    | 17   |
| 2014  | Красногорск 11 | Красногорск 13 | Благовещенск 13 | Благовещенск 12 | Ассен 12 | Ассен 11 | Инцелль 16 | Инцель 14 |           |           | 5     | 102  |
| 2016  | Красногорск 1  | Красногорск -  | Алма-Ата -      | Алма-Ата -      | Берлин - | Берлин - | Ассен -    | Ассен -   | Инцелль - | Инцелль - | 24    | 1    |

| - Чемпионат России по мотогонкам на льду среди юниоров: в личном зачёте — 1 место (2004), 2 место (2005) - Чемпионат России по мотогонкам на льду: в личном зачёте — 3 место (2014) в командном зачёте — 3 место (2004, 2009) - Кубок России — 2 место (2011) | ЛЧМ — вне зачета в квалификации (2012), 16 место (2013), 5 место (2014), 24 место (2016) КЧМ — 1 место (2014) ЛЧЕ — 3 место (2004, 2015), 2 место (2011), 10 место (2005), 6 место (2009) |  |